# António Filipe Pimentel
António Manuel Filipe Rocha Pimentel (São Pedro de Alva, Penacova, 5 de dezembro de 1959) é um académico e historiador de arte português cujo trabalho tem incidido, fundamentalmente, sobre a arte barroca portuguesa. António Filipe Pimentel foi director do Museu Nacional de Arte Antiga entre 1 de Março de 2010 e 1 de Junho de 2019, tendo dirigido anteriormente o Museu Grão Vasco, em Viseu, e sido Pró-Reitor da Universidade de Coimbra com competências na área do Património entre 2007 e 2009. Entre 2020 e 2022 integrou o conselho de administração do World Monuments Fund Portugal. É, desde 18 de Janeiro de 2021, o diretor do Museu Calouste Gulbenkian.

## Biografia
Licenciado em História (variante de História da Arte) pela Faculdade de Letras da Universidade de Coimbra, em 1986, aí concluiu o Mestrado em História Cultural e Política da Época Moderna, em 1991 e o Doutoramento em História da Arte, em 2003. É professor de nomeação definitiva da Faculdade de Letras da Universidade de Coimbra.
Especialista na arte barroca e no património histórico e artístico da Universidade de Coimbra, recebeu o Prémio Gulbenkian de História da Arte 1991. Académico correspondente da Academia Nacional de Belas Artes e da Academia de Marinha e membro da Sociedade Científica da Universidade Católica Portuguesa, colabora regularmente com instituições científicas nacionais e internacionais e conta com cerca de três centenas de títulos publicados, em Portugal, Espanha, França, Itália, Inglaterra, Bélgica, Alemanha, Polónia, Eslováquia, Eslovénia e Brasil
Enquanto Pró-Reitor da Universidade de Coimbra, foi o coordenador científico do dossier da candidatura do conjunto histórico-cultural da Universidade a Património Mundial da UNESCO.
Enquanto director do Museu Nacional de Arte Antiga, António Filipe Pimentel notabilizou-se por ter apostado numa intensa campanha de comunicação e divulgação e na gestão do museu como uma marca, reposicionando-o na condição de “primeiro museu nacional”.[3]. Iniciativas como o projeto "ComingOut. E se o Museu saísse à rua?"[4], que, em 2015, espalhou pelas zonas históricas de Lisboa replicas de obras das suas coleções de pintura portuguesa e europeia, ajudaram a promover a instituição tanto nacional como internacionalmente. 
Partiu de si, igualmente, em 2015-2016, a campanha inédita de angariação de fundos "Vamos Pôr o Sequeira no Lugar Certo", que mobilizou 171 entidades e 15 mil particulares e que resultou na aquisição da tela "A Adoração dos Magos" (1828) de Domingos Sequeira. O sucesso da campanha permitiu que, com a receita sobrante, se pudessem adquirir os quadros "Retrato de D. João V e a Batalha do Cabo Matapão" (Domenico Duprà, 1717) em 2016, e "A Anunciação" (Álvaro Pires de Évora, c. 1430) em 2018.
Apesar de inicialmente nomeado pela Ministra da Cultura Gabriela Canavilhas por ter "espírito de gestor", o seu trabalho no Museu Nacional de Arte Antiga, que define como “uma revolução tranquila”, alteraria amplamente a percepção global da instituição, modernizando-a e internacionalizando-a, com base numa rede crescente de parcerias, tanto nacionais como internacionais. A dinamização de uma programação intensa e criativa, com organização e apresentação continua de grandes exposições que têm a sua marca (e que define, numa entrevista, como "momentos de volúpia") resultaria num aumento crescente de públicos, logrando um crescimento de cerca de 100% no decurso do seu exercício de direcção.
Sob a sua direção o museu iniciou uma campanha sistemática de renovação museográfica que alterou a percepção pública da instituição, ao mesmo tempo que se empenharia no enriquecimento das colecções e no desenvolvimento da investigação científica.
Tendo defendido insistentemente a necessidade de alteração do modelo de gestão do Museu, conferindo-lhe autonomia administrativa e financeira, bem como a ampliação da sua estrutura física, a sua discordância de fundo com a política ministerial para o sector e, designadamente, com os termos do novo diploma da autonomia de gestão de museus, monumentos e palácios, ditariam a sua indisponibilidade para manter-se, após o termo da comissão de serviço, regressando à carreira universitária. Ao sair, daria à estampa o livro “MNAA 2010-2019. Para a História do Museu Nacional de Arte Antiga”, onde reune um conjunto de textos que condensam o seu pensamento sobre a instituição.
Em 2016 foi uma das 17 personalidades internacionais da cultura e das artes selecionadas para um encontro com o Papa Francisco sob e título “Arte luce di Dio”, tendo, na ocasião, proferido uma alocução no Senado italiano.

## Obras principais
- The Dictionary of Art. Londres: Macmillan Publishers Limited, 1996.
- Histoire de L'Art, peinture, sculpture, architecture. Paris: Hachette Éducation (25ª ed., 2018), em colaboração com Jean-François FAVRE, Dietrich GRUNEWALD e Jacek DEBICKI; [ Stuttgart: 1996]; [Ljubljana: 1998]; [Bratislava: 1998]; [Warszawa; 1998]; [Coimbra: 2010].
- “Um Olhar Perspicaz: Robert Smith e o Monumento de Mafra”, Robert C. Smith: a investigação na História da Arte/Research in History of Art. Lisboa: Fundação Calouste Gulbenkian, 2000.
- “D. João V e a festa devota: do espectáculo da política à política do espectáculo”, Arte Efémera em Portugal. Lisboa:  Fundação Calouste Gulbenkian, 2000.
- “Uma jóia em forma de templo: a Capela de São João Baptista”, Oceanos, nº 43, “A ourivesaria luso-brasileira do ciclo do ouro e dos diamantes”. Lisboa: Comissão Nacionl para as Comemorações dos Descobrimentos Portugueses, 2000.
- «O laboratório da reconstrução: reflexões em torno do pensamento e da prática do urbanismo português». In CASTRO, Ivo, NETO, Maria João, SERRÃO, Vítor (coord. científica), Propaganda e Poder, Actas. Lisboa: Edições Colibri, 2001
- Arquitectura e Poder, o Real Edifício de Mafra . 2ª ed.: Lisboa: Livros Horizonte, 2002.
- “A Sagração do Reino: em torno do(s) projecto(s) da Sé Velha”. Lisboa: Artis. Revista do Instituto de História da Arte da Faculdade de Letras de Lisboa, nº 3, 2004.
- A Morada da Sabedoria. I – O Paço Real de Coimbra: das origens ao estabelecimento da Universidade. Coimbra: Livraria Almedina, 2005.
- “À Flandres por devoção e à Itália por ostentação — ou ao invés. As razões do Manuelino”, Ao Modo da Flandres. Disponibilidade, inovação e mercado de arte na época dos Descobrimentos (1415-1580). Madrid-Lisboa: Fundación Carlos de Amberes, 2005.
- “António Canevari e a Arcádia Romana: subsídios para o estudo das relações artísticas Lisboa/Roma no reinado de D. João V”. Lisboa: VALE, Teresa Leonor M. (coord.), Lisboa Barroca e o Barroco de Lisboa, Colóquio de História da Arte, 2007.
- “Da  “Nova Ordem” à “Nova Ordenação”: ruptura e continuidade na Real Praça do Comércio”. Lisboa, FARIA, Miguel Figueira de (coord. de), Praças Reais: passado, presente e futuro”, 2008.
- “Os pintores de D. João V e a invenção do retrato de Corte”. Lisboa: Revista de História da Arte, nº 5, 2008.
- “De Lisboa ao Caia: em torno do programa político e artístico da “troca das princesas”. Lisboa: Actas do Colóquio Lisboa e a Festa. Celebrações Religiosas e Civis na Cidade Medieval e Moderna, coord. VALE, Teresa Leonor, FERREIRA, Maria João Pacheco, FERREIRA, Sílvia, 2009.
- "As Tapeçarias de Pastrana no Museu Nacional de Arte Antiga”. Lisboa: A Invenção da Glória. D. Afonso V e as Tapeçarias de Pastrana, 2010 (ed. castelhana La Invención de la Gloria. Alfonso V y los Tapices de Pastrana, ed. inglesa The Invention of Glory. Alphons V and the Pastrana Tapestries).
- “El ‘intercambio de las princesas’: arte y politica en las fiestas de la boda entre Fernando de Borbón y Bárbara de Braganza”. Santiago de Compostela: Quintana, Revista do departamento de Historia da Arte, 2010.
- "D. João V e a imagem do poder: o terreiro ao revés". In FARIA, Miguel Figueira de (coord.), Do Terreiro do Paço à Praça do Comércio. História de um Espaço Urbano. Lisboa: Universidade Autónoma de Lisboa - Imprensa Nacional - Casa da Moeda, 2012.
- A encomenda prodigiosa: da Patriarcal à Capela Real de São João Baptista. Lisboa: Museu Nacional de Arte Antiga: Imprensa Nacional-Casa da Moeda, 2013.
- “Invenit et fecit”: cinco peças e uma história complexa” (com BASTOS, Celina). In FRANCO, Anísio, PENALVA, Luísa, PIMENTEL, António Filipe (coord.) - Splendor et gloria: cinco joias setecentistas de excepção. Lisboa: Museu Nacional de Arte Antiga, 2014.
- “O Museu Nacional de Arte Antiga e o Museu Nacional do Prado: dois casos de estudo entre modelos de gestão” [com Miguel Zugaza Miranda]. In Revista Património. Lisboa. Nº 2, Nov. 2014.
- “Longos dias têm cem anos: Josefa de Óbidos e o barroco português”. In CAETANO, Joaquim Oliveira, CARVALHO, José Alberto Seabra, FRANCO, Anísio, e PIMENTEL, António Filipe (coord. cient.) - Josefa de Óbidos e a invenção do barroco português: Lisboa, MNAA: Imprensa Nacional-Casa da Moeda, 2015.
- “Uma capela para o Rei de Portugal: história controversa de uma encomenda prodigiosa”. In VALE, Teresa Leonor M. (coord. de) - A capela de São João Batista da Igreja de São Roque. a encomenda, a obra, as coleções, Lisboa: Santa Casa da Misericórdia de Lisboa-Museu de São Roque:INCM, 2015.
- “A capela real de São João Batista: um ‘debate desenhado’ entre Lisboa e Roma”. In VALE, Teresa Leonor M. (coord. de) - A capela de São João Batista da Igreja de São Roque: a encomenda, a obra, as coleções. Lisboa: Santa Casa da Misericórdia de Lisboa-Museu de São Roque:INCM, 2015.
- “MNAA 2010-2019. Para a História do Museu Nacional de Arte Antiga”, Lisboa, Palavras Límpidas, 2019.
- “Somber and Solemn: the royal tombs of El Escorial” (versão italiana: “Tetricos y Graves: i cenotafi reali de El Escorial”). In FMR, Issue nº 4. Parma: Winter Solstice 2022
- Templos do Conhecimento: Arte e Ciência (com Alberto MANGUEL e Stefano SALIS). Parma: Franco Maria Ricci-Fundação Champlimaud, 2022
- Director’s Choice, Museu Calouste Gulbenkian (versões portuguesa e inglesa), London: Scala Arts & Heritage Publishers, 2023
- Obra Visitante: Diego Velázquez, Retrato de Filipe IV (coord, cientifica). Lisboa: Museu Calouste Gulbenkian, 2024

## Condecorações
- Luxemburgo: Cavaleiro da Ordem do Mérito (2016)[12]
- França: Cavaleiro da Ordem das Artes e Letras (2016)[13]
- Itália: Oficial da Ordem da Estrela de Itália (2017)
- Espanha: Oficial da Real ordem de Isabel a Católica (2023)